# Sant Quirze de Surp
Sant Quirze de Surp és una ermita romànica del poble de Surp, en el terme municipal de Rialb, a la comarca del Pallars Sobirà. Pertanyia a l'antic terme de Surp. Està situada a uns 650 metres de distància a l'est-sud-est del nucli de població, en el paratge que pren el nom de l'ermita, en el mateix vessant de muntanya del poble.

## Descripció
Petita ermita d'origen preromànic, d'una sola nau aproximadament rectangular (9 x 3m) amb absis semicircular de 2,60m de radi. Entre aquest i la nau existeix un diminut presbiteri de 0,60m de profunditat per 2,85m d'ample. L'absis enllaça amb aquest presbiteri per mitjà d'un arc ultrapassat i es cobreix amb volta de tambor. Il·lumina aquest absis un petita finestra d'arc de mig punt. Exteriorment, manté la forma semicircular i no presenta decoració. La nau es cobreix amb una encavallada de fusta que suporta el llosat de llicorella a dues aigües. A costat i costat dels murs laterals corre un banc de pedra. Ocupa el centre de l'absis un altar exempt, constituït per un bloc monolític de forma cúbica a tall de pedestal i una llosa plana. L'arc ultrapassat que, com ja hem dit, uneix l'absis amb la resta de l'edifici, i part de la volta amenacen ruïna i per evitar el seu esfondrament s'hi ha col·locat un puntal de fusta. La façana de ponen on es trobaria la porta ha desaparegut en ser enderrocada no fa gaire anys, a fi de poder introduir-hi la maquinària agrícola.